# Mourad Delhoum
Mourad Delhoum (sinh tháng 10 năm 1987 ở Sétif) là một cầu thủ bóng đá người Algérie thi đấu ở vị trí tiền vệ trung tâm cho câu lạc bộ tại Giải bóng đá hạng nhất quốc gia Algérie USM El Harrach.
Delhoum là em họ của cựu tiền đạo quốc tế người Algérie Rafik Saïfi.

## Sự nghiệp quốc tế
Delhoum từng là thành viên của đội tuyển quốc gia U-23 Algérie tại Đại hội Thể thao châu Phi 2007. Anh cũng từng tham gia vòng loại Thế vận hội Mùa hè 2008.

## Danh hiệu
- Vô địch Algerian League 2 lần cùng với ES Sétif năm 2007 và 2009 và 2012
- Vô địch Arab Champions League 2 lần cùng với ES Sétif năm 2007 và 2008
- Vô địch North African Cup of Vô địch 1 lần cùng với ES Sétif ở 2009
- Vô địch Cúp bóng đá Algérie 1 lần cùng với ES Sétif năm 2010 và 2012
- Vô địch North African Cup Vô địch Cup 1 lần cùng với ES Sétif ở 2010
- Finalist ở CAF Confederation Cup 1 lần cùng với ES Sétif ở 2009
- Vô địch 2013–14 Saudi Crown Prince Cup 1 lần cùng với Al-Nassr năm 2014
- Saudi Professional League (1): 2013–14